# 75-я улица — Элдертс-Лейн (линия Джамейка, Би-эм-ти)
|   |   |  |   |   |
| · | · |  | · | · |

|   |   |  |   |   |
| · | · |  | · | · |

«75-я улица — Элдертс-Лейн» (англ. 75th Street–Elderts Lane) — станция Нью-Йоркского метрополитена, расположенная на линии Джамейка, Би-эм-ти. Станция находится на границе Бруклина и Куинса, в округе Сайпресс-Хиллс (Бруклин), Вудхейвен (Куинс), на пересечении Джамейки-авеню и 75-й улицы. На станции останавливаются маршруты J (круглосуточно, кроме часов пик в пиковом направлении) и Z (в часы пик в пиковом направлении). Станцию проходит без остановки маршрут J (в часы пик в пиковом направлении).
Станция была открыта 11 июня 1917 года в рамках продления линии до станции 111-я улица. Она представлена двумя боковыми платформами, расположена на двухпутном участке линии. Между путями есть пространство для третьего пути, который не был проложен. Платформы оборудованы навесом практически по всей своей длине и огорожены высоким бежевым забором. Сама станция располагается к востоку от Элдертс-лейн, которая является границей между Бруклином и Куинсом. Лишь небольшой участок платформы располагается к западу от неё. Поэтому фактически станция находится сразу в двух районах Нью-Йорка.
Станция имеет единственный выход, расположенный с восточного конца платформы. Он представлен эстакадным мезонином, расположенным под платформами, куда с каждой спускается по одной лестнице. В мезонине располагается турникетный павильон, зал ожидания и переход между платформами противоположных направлений. В город из мезонина ведут две лестницы: к западным углам перекрёстка Джамейки-авеню и 75-й улицы. Несмотря на название станции (Элдертс-Лейн) выхода на эту улицу нет.